# Spaniocerca hamishi
Spaniocerca hamishi är en bäcksländeart som beskrevs av Mclellan 2000. Spaniocerca hamishi ingår i släktet Spaniocerca och familjen Notonemouridae. Inga underarter finns listade i Catalogue of Life.